# Sac County Courthouse
Das Sac County Courthouse in Sac City ist das Justiz- und Verwaltungsgebäude (Courthouse) des Sac County im mittleren Nordwesten des US-amerikanischen Bundesstaates Iowa.
Das heutige Gebäude ist das dritte Courthouse des 1851 gegründeten Sac County. Das erste Gebäude wurde im Jahr 1862 errichtet und war nur ein kleines Blockhaus und wurde bis 1873 genutzt. Das zweite Courthouse war ein zweistöckiger Kalk- und Backsteinbau. Bei einem Gefangenenausbruch brannte das Gebäude 1888 nieder.
Das heutige Courthouse ist ein nach einem Entwurf des Architekten J. M. Russel im neuromanischen Stil von 1888–1890 errichteter dreistöckiger Backsteinbau. Zum Gebäude gehörte ursprünglich auch ein Uhrturm, der aber schon im Jahr der Fertigstellung wieder entfernt wurde. 
1981 wurde das Gebäude mit der Referenznummer 81000268 in das National Register of Historic Places aufgenommen.